# Guarne (náutica)
En náutica, el guarne es cada una de las vueltas de un cabo alrededor de la pieza en la que ha de funcionar.
El término se aplica también a cada una de las porciones de cuerda o cadena de todo aparejo comprendidas entre las roldanas de los dos motones o cuadernales que lo constituyen.

## Tipos
Guarne fijo es el comprendido entre el punto de amarre de la cuerda o cadena y la primera roldana.

## Expresiones relacionadas
El verbo guarner significa en este ámbito, recubrir un objeto con un cabo, lona, cuero, metal, etc.